# Project PAPO
『Project PAPO』（プロジェクトパポ）はスピーカー搭載ロボットキャラクター『PAPO』を使い“音楽と映像の融合”を模索するプロジェクト。
2000年12月から公開されたネットアニメ『Project PAPO』をはじめとし、多くのシリーズがリリースされている。

## 概要
2000年12月からShockwave.comにて公開されたネットFlashアニメ『Project PAPO[First]』をはじめとし、多くのクリエーターが参加し新シリーズが作られ続けている。
映像作品としては大きく分けて2種類の作品があり過激な表現を用いた作品First系と正反対のハートフルな表現を用いたPLANT系の2作品がある。共に無声作品で音楽と効果音でストーリーが進行する。
雑誌『マガジンＺ』にて2004年3月から連載されていた(ProjectPAPO[Resonance])はFirst系とPLANT系が混在する作品となっている。
2006年11月3日にBlu-ray Disc、HD DVDの両メディアで日本初のハイビジョン収録アニメーション作品としてリリースされた。
しかし2009年現在PAPOのFLASHはサイト閉鎖やサービス終了などで現在視聴が困難となっている。また、活動も2007年を最後に凍結状態となっている。

## スタッフ
- 原作: 10GAUGE、クリエイターズ・ドット・コム（G-creators）